# Велка Битеш
Велка Битеш (чеш. Velká Bíteš) град је у Чешкој Републици. Град се налази у управној јединици Височина крај, у оквиру којег припада округу Ждјар на Сазави.

## Становништво
Према подацима о броју становника из 2014. године град је имао 5.064 становника.